# W. L. Mann
Wolfgang Ludwig Hausmann (* vor 1959) ist ein deutscher Science-Fiction-Autor.

## Leben
Von W. L. Mann existieren drei Romane mit je sehr eigenwillig abgehandelter Thematik, obwohl die Themen an sich ganz genreüblich sind. Der Gigant (1971) beispielsweise ist eine Geschichte über einen Mann, der sich allmählich in ein riesenhaftes, schwachsinniges Monster verwandelt. Das Buch beeindruckt wegen seiner durch und durch tragischen Grundstimmung, die sich bis zu einem ebenso grausamen wie traurigen Höhepunkt steigert, und durch die rätselhafte fatalistische Stimmungsleere, die sein Ende im Leser hinterlässt.

## Werke
- Operation Dornröschen. Utopia Zukunft 256. Erich Pabel Verlag, Rastatt 1961
- Der Gigant. Heyne, München 1971
- Die Biomaten. Heyne, München 1971

Außerdem übersetzte Hausmann zwischen 1959 und 1961 mehrere Romane aus dem Englischen für den Pegasus-Verlag.